# موپیروسین
موپیروسین (به انگلیسی: Mupirocin) با نام تجاری باکتروبان(Bactroban) و باکتروماد(Bactromad) یک آنتی بیوتیک فقط به صورت پماد، جهت استفاده موضعی است. موپیروسین اغلب برای رفع کورک‌ها، کفگیرک، آکنه، قرمزی پوست، انواع درماتیت، عفونت های پوستی و زیرجلدی، التهاب پوستی، لکه‌ها و دمل های چرکی و... استفاده می شود. 
رده درمانی: آنتی بیوتیک
اشکال دارویی: پماد

## موارد مصرف
موپیروسین در درمان موضعی زرد زخم ناشی از استرپتوکوک پیوژن و استافیلوکوک اورئوس کاربرد دارد. 

## مکانیسم اثر
یک آنتی‌بیوتیک طبیعی بوده که در اثر واکنش‌های تخمیری در سوش پسودوموناس فلوروسنس تولید می‌شود. موپیروسین با اتصال به آنزیم ایزولوسیل ترنسفر ـ RNA سنتتاز اثر می‌نماید که اثری منحصر بفرد می‌باشد از این رو به ندرت در برابر موپیروسین مقاومت دیده می‌شود. موپیروسین علیه سوش‌های استافیلوکوک اورئوس و استرپتوکوک پیوژن مؤثر بوده‌است.

## عوارض جانبی
واکنش‌های موضعی از قبیل سوزش یا درد، خارش، لکه‌های پوستی، تهوع، خشکی پوست، حساسیت موضعی، ورم، درماتیت تماسی ذکر شده‌است و درد را کاهش می دهد
.